# Hyssopus officinalis
O hissopo (Hyssopus officinalis) é uma planta herbácea nativa da Europa meridional, Médio Oriente e costa do mar Cáspio. É utilizada como erva aromática e medicinal pela suas propriedades de antitússico, expectorante e antiséptico.

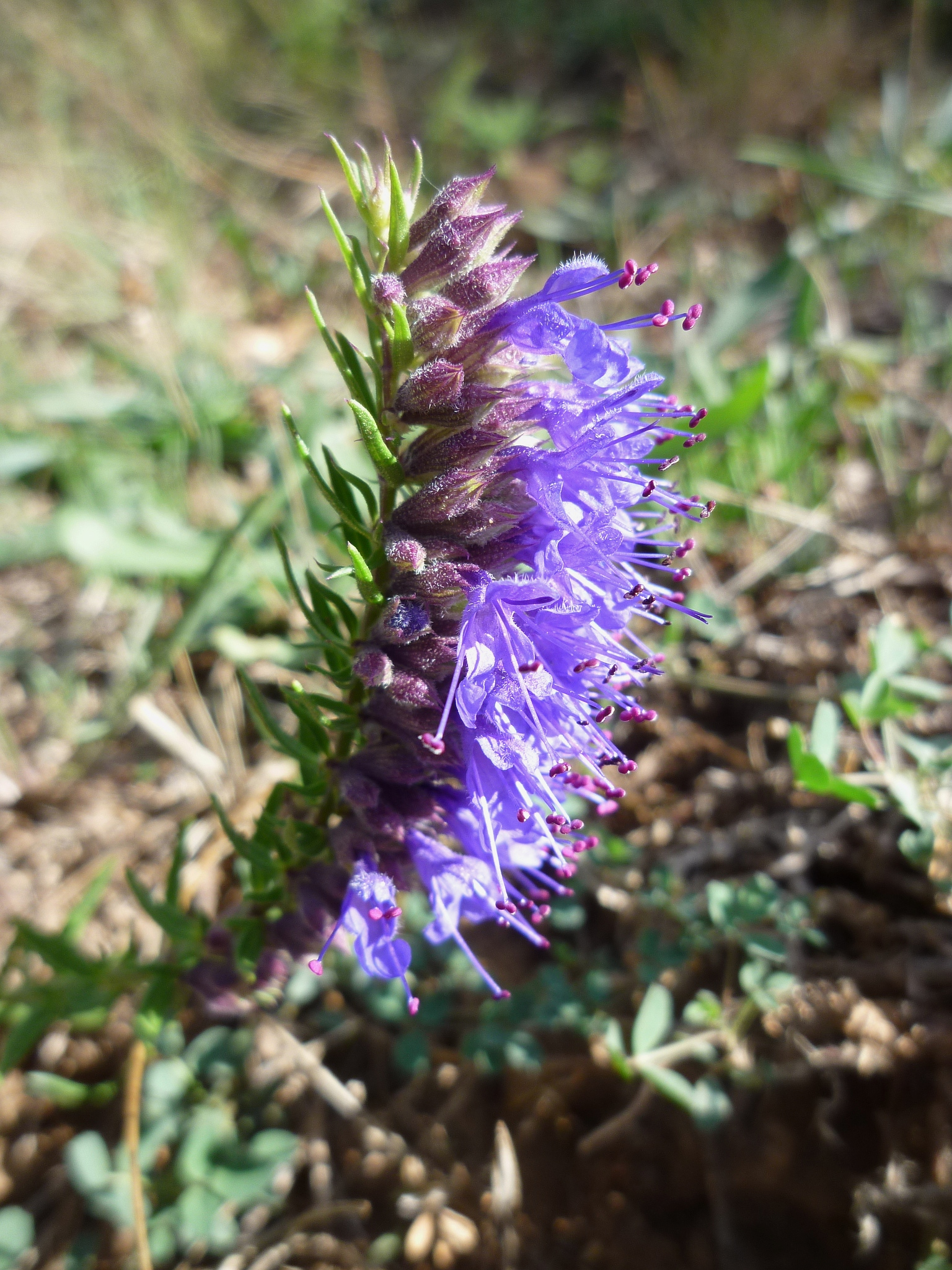
Inflorescências

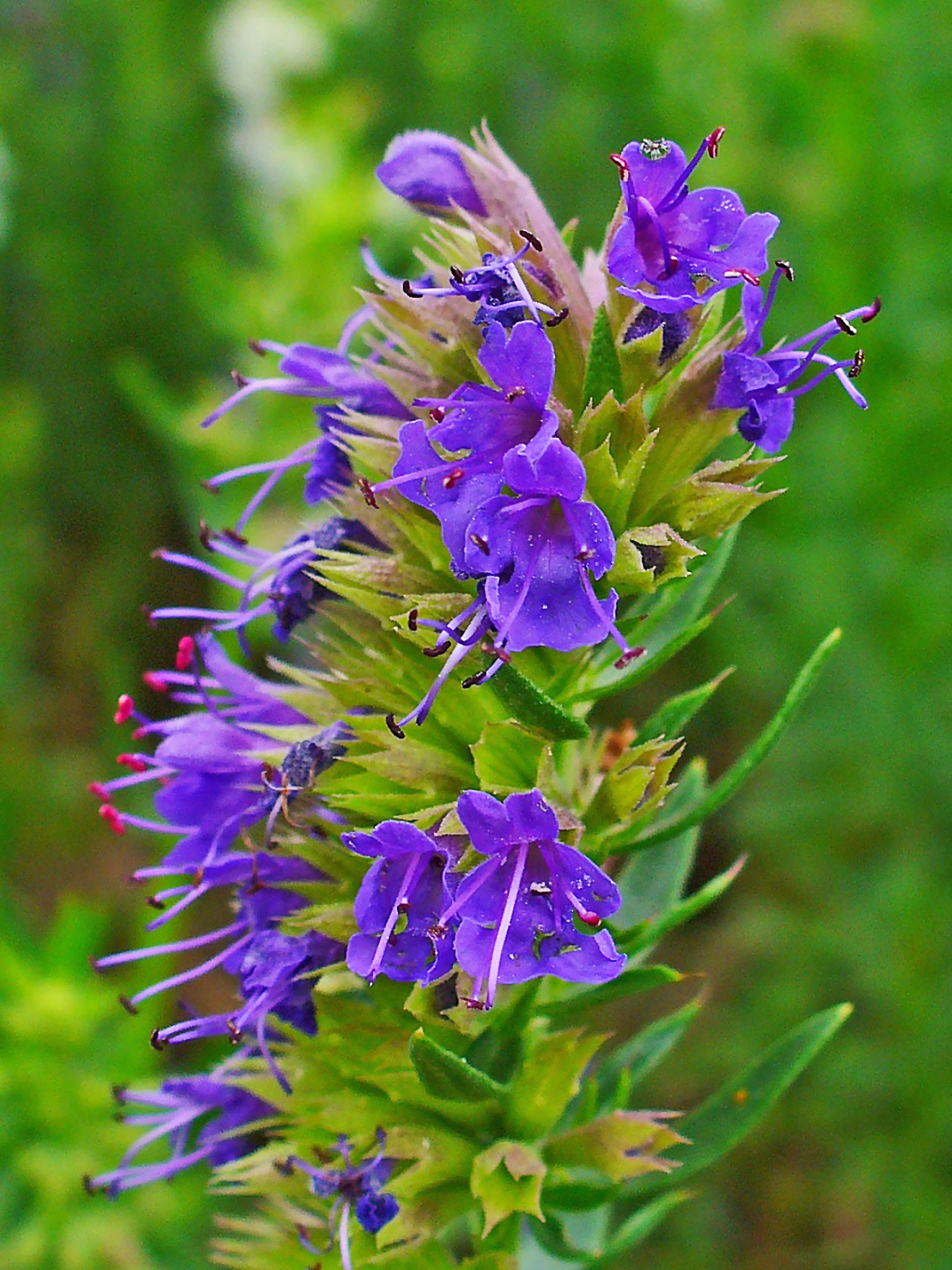
Flores

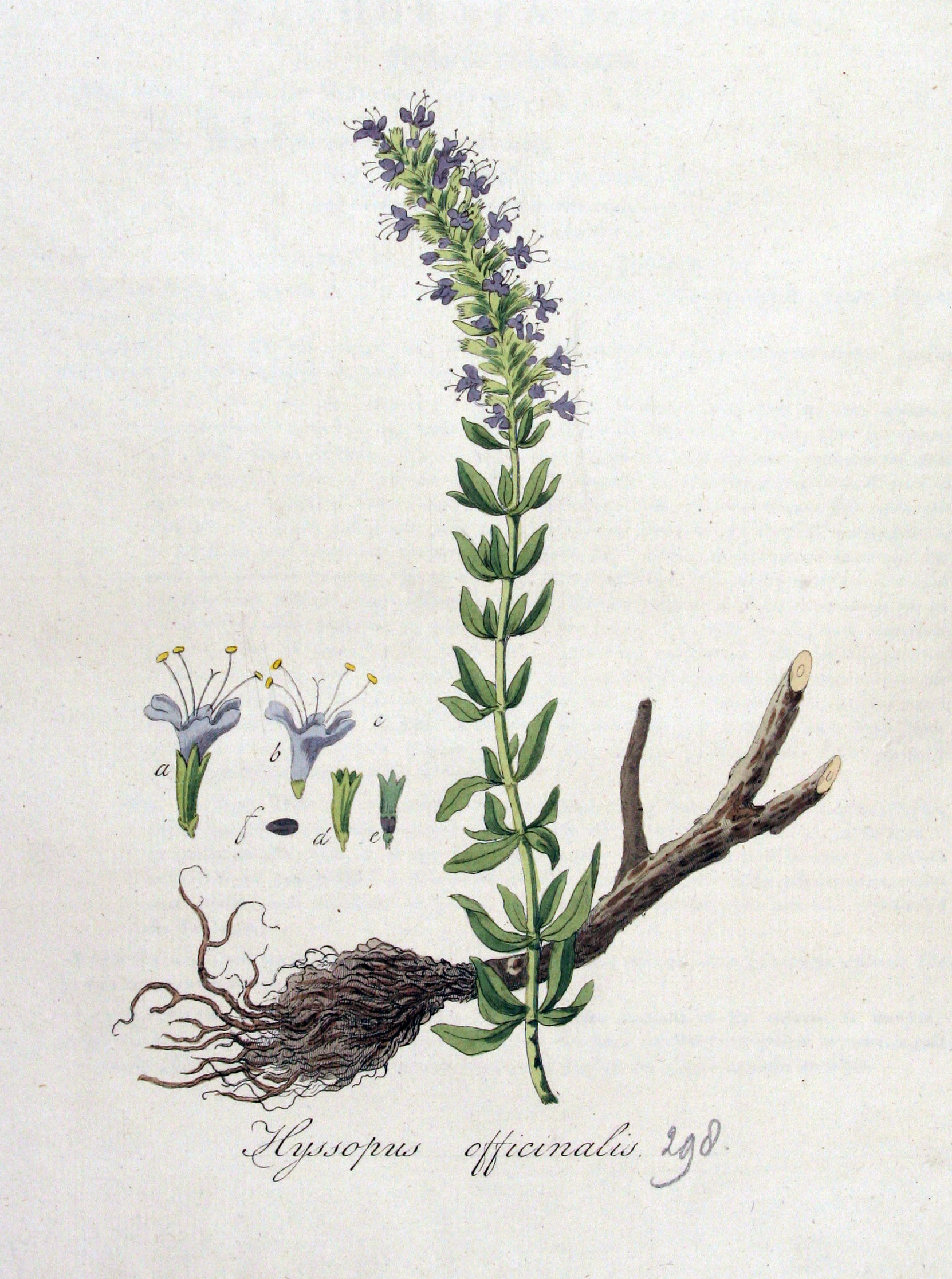
Ilustração

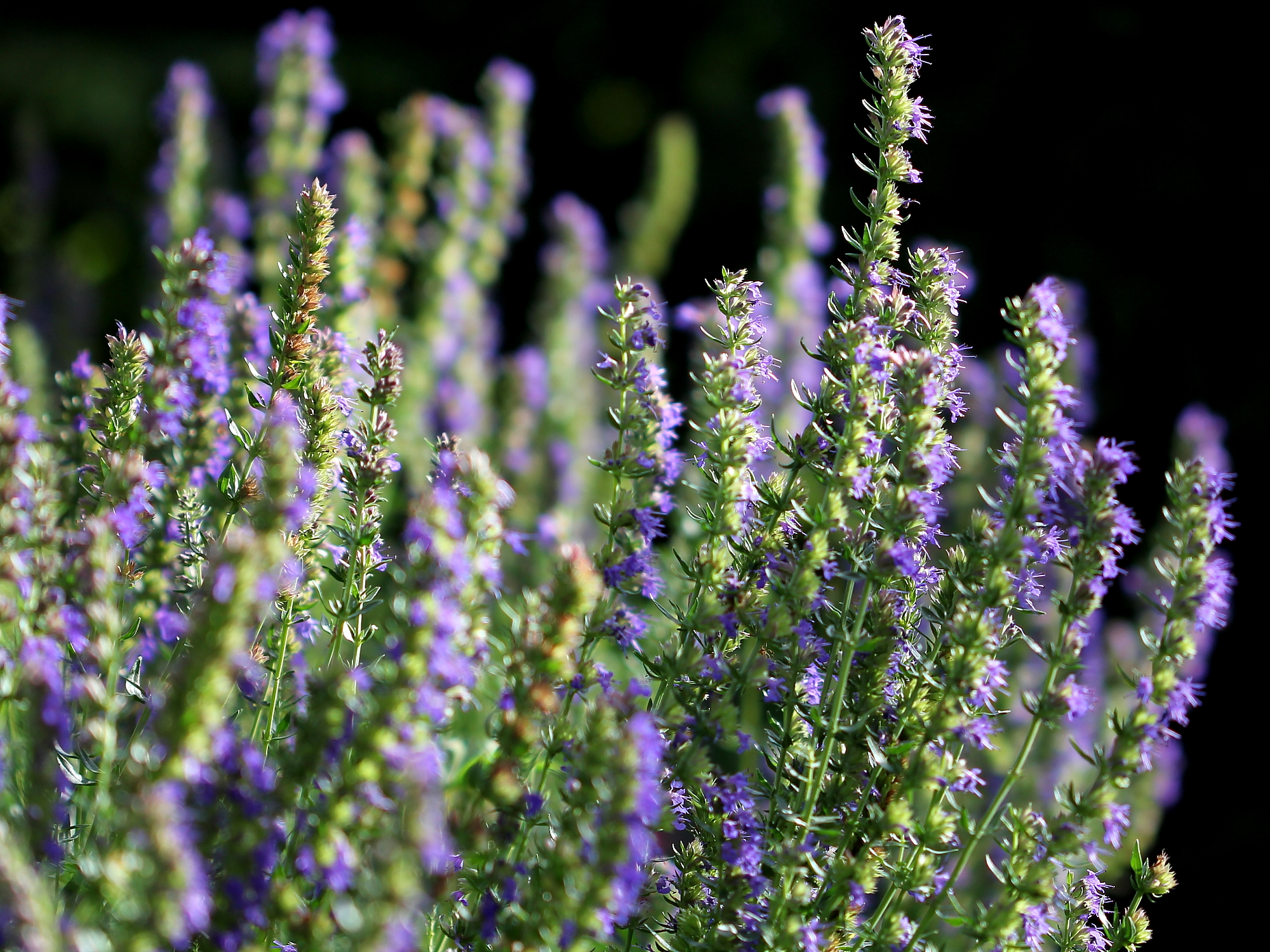
Vista da planta

## Características
O hissopo é um arbusto ou subarbusto vivaz, de uns 30 a 60 cm de altura. O talo lenhifica na base, de onde derivam numerosas ramificações muito rectas, velosas no extremo distal. As folhas são opostas, inteiras, lineares a lanceoladas, séssiles ou com pecíolos mal definidos, glandulosas, às vezes pubescentes por ambas faces, de cor verde escuro e de 2 a 2,5 cm de comprido.
No verão produz inflorescências em forma de densas espigas terminais de flores rosadas, azuis ou mais raramente brancas, muito fragantes; dão lugar a um fruto em forma de aquénio oblongo.

## História e cultivo
A planta considera-se em uso desde a Antiguidade pre-clássica; o seu nome no Occidente é uma adaptação directa do grego υσσοπος, do hebraico esob. O hisopo já aparece nomeado como erva aromática no Tanakh hebraico, e no Evangelho segundo João é a planta em que os legionários que guardam a cruz de Jesus de Nazaré enfiam a esponja embebida em vinagre que lhe dão de beber.
É uma espécie rústica, que resiste bem as secas e tolera solos tanto argilo-arenosos, como francos e calcáreos, sempre que exista boa drenagem. Requer muito sol e clima quente.
Pode reproduzir-se por semente entre meados de outono e começos de primaveraplantada primeiro em canteiros e depois transplantanda, deixando 70 x 60 cm de distância entre plantas, por simples divisão de matos já existentes ou por estacas; para tal separam-se ramos já lenhificados e com vários botões pouco antes da floração, que são plantados em canteiros bem adubados e húmidos até que produzam raízes. Uma vez desenvolvidos os botões exteriores, já podem ser transplantados para a sua localização definitiva.

## Colheita
Embora todas as plantas sejam intensamente aromáticas, devem ser colhidas preferencialmente na época de floração para aproveitar as inflorescências ; em condições óptimas pode obter-se uma colheita no final da primavera e outra em inícios do outono.
Uma vez cortados os ramos colocam-se a secar em suspensão ou em capas delgadas sobre material que permita a drenagem, em lugar fresco, seco e bem ventilado, dando voltas ao material várias vezes; é preferível evitar o sol directo para obviar à descoloração e oxidação. Já secas, após cerca de seis dias, são desfolhada ou migadas, com o caule incluído. O material seco representa cerca de um terço do peso inicial. Armazena-se em recipientes herméticos, podendo guardar-se até 18 meses.
A planta fresca é apreciada em gastronomia. Também se pode obter uma essência por destilação da planta fresca ao vapor.

## Usos
A planta utiliza-se como melífera em apicultura, produzindo excelente mel rico em aroma.
É o ingrediente básico do za'atar no Levante.
As folhas são utilizadas como condimento aromático; têm um sabor ligeiramente amargo pelos taninos que contêm e um intenso aroma mentolado. Usam-se com moderação pela sua intensidade. Empregam-se também em licores, e são parte da fórmula da Chartreuse.
Como planta medicinal possui propriedades balsâmicas, expectorantes e antitússicas, graças ao seu conteúdo em marrubina. Contém também tuiona e fenóis], de propriedades antisépticas, ainda que a alta concentração da primeira e seu conteúdo na cetona pinhocanfeno —estimulante do sistema nervoso central— possa provocar reacções epileptizantes em doses elevadas. Usou-se como colírio e colutório.
Tem efeito estimulante da digestão.

## Composição
A dose de óleo essencial na planta fresca é de 3 a 9 ‰. Os principais componentes deste são o cineol, o β - pineno pineno e vários monoterpenos bicíclicos, sobretudo L-pinocanfeno, isopinocanfeno e pinocarvona.
Contém também diosmina, um flavonoide, vários fenolé (ácido cafeico, rosmarínico) e vários ácidos triterpenoides (ursólico e ácido oleanólico), bem como colina.

## Taxonomia
Hyssopus officinalis foi descrita por Carlos Linneo e publicado em Species Plantarum 2: 569. 1753.
Variedades e Sinonímia
- Thymus hyssopus E.h.l.krause in J.sturm, Deutschl. Fl., ed. 2, 11: 172 (1903).

subsp. aristatus (Godr.) Nyman, Consp. Fl. Eur.: 587 (1881). Do oeste e centro do Mediterrâneo.
- Hyssopus aristatus Godr., Mém. Acad. Stanislas, III, 3: 106 (1850).

subsp. austro-oranensis Maire, Bull. Soc. Hist. Nat. Afrique N. 7: 273 (1882). do Norte de África.
subsp. canescens (DC.) Nyman, Consp. Fl. Eur.: 587 (1881). Do sudoeste do Mediterrâneo.
- Hyssopus canescens (DC.) Nyman, Consp. Fl. Eur.: 587 (1881), pro syn.
- Hyssopus cinerascens Jord. & Fourr., Brev. Pl. Nov. 2: 92 (1868).
- Hyssopus cinereus Pau, Not. Bot. Fl. Espanha 1: 23 (1888).

subsp. montanus (Jord. & Fourr.) Briq., Lab. Alp. Mar.: 386 (1893). Sur de Europa e da Rússia européia.
- Hyssopus montanus Jord. & Fourr., Brev. Pl. Nov. 2: 90 (1868).
- Hyssopus cretaceus Dubj., Spisok Rast. Gerb. Russk. Fl. Bot. Muz. Imp. Akad. Nauk 5: 51 (1905).

subsp. officinalis. De Europa até Irão.
- Hyssopus altissimus Mill., Gard. Dict. ed. 8: 3 (1768).
- Hyssopus ruber Mill., Gard. Dict. ed. 8: 2 (1768).
- Hyssopus hirsutus Hill, Veg. Syst. 16: 56 (1770).
- Hyssopus myrtifolius Desf., Tabl. École Bot.: 58 (1804).
- Hyssopus angustifolius M.Bieb., Fl. Taur.-Caucas. 2: 38 (1808).
- Hyssopus orientalis Adam ex Willd., Enum. Pl.: 599 (1809).
- Hyssopus caucasicus Spreng. ex Steud., Nomencl. Bot. 1: 423 (1821).
- Hyssopus schleicheri G.don ex Loudon, Hort. Brit.: 233 (1830).
- Hyssopus fischeri Steud., Nomencl. Bot., ed. 2, 1: 795 (1840).
- Hyssopus alopecuroides Fisch. ex Benth. in A.p.de Candolle, Prodr. 12: 252 (1848).
- Hyssopus decumbens Jord. & Fourr., Brev. Pl. Nov. 1: 46 (1866).
- Hyssopus beugesiacus Jord. & Fourr., Brev. Pl. Nov. 2: 91 (1868).
- Hyssopus polycladus Jord. & Fourr., Brev. Pl. Nov. 2: 90 (1868).
- Hyssopus pubescens Jord. & Fourr., Brev. Pl. Nov. 2: 91 (1868).
- Hyssopus recticaulis Jord. & Fourr., Brev. Pl. Nov. 2: 90 (1868).
- Hyssopus vulgaris Bubani, Fl. Pyren. 1: 408 (1897).
- Hyssopus judaeorum Sennen, Bol. Soc. Ibér. Ci. Nat. 32: 22 (1933 publ. 1934).
- Hyssopus torresii Sennen, Bol. Soc. Ibér. Ci. Nat. 32: 23 (1933 publ. 1934).
- Hyssopus passionis Sennen & Elias, Bol. Soc. Ibér. Ci. Nat. 32: 21 (1934).[4]

## Nome comum
- Portugês: hissopo, hissopo real, hysopo, issopo, issopo hortelã